# 전국밤하늘계속관찰
전국밤하늘계속관찰(일본어: 全国星空継続観察)은 일본의 환경성이 1998년부터 매해 여름과 겨울에 일본 전국의 일반 시민의 참가를 모집하여 시행하고 있는 사업으로, 육안과 쌍안경 등 누구라도 가능한 방법으로 별하늘을 관측, 기록한다. 참가한 일반 시민이 광공해와 대기 오염 등의 환경문제에 관심을 갖게 하기 위해 시작되었다.

## 관측 방법

### 여름
- 육안 - 고도가 다른 백조자리, 방패자리, 궁수자리 부근을 관측하여, 은하수가 보이는지 확인한다.
- 쌍안경 - 거문고자리의 1등급 별인 베가 부근의 별로 만들어지는 삼각형의 가운데를 관측하여 몇 등급까지 보이는지 기록한다.
- 사진 - 일안 반사식 카메라로 천정 부근의 별하늘을 리버설 필름으로 촬영한다.

### 겨울
- 육안 - 고도가 다른 페르세우스자리, 쌍둥이자리, 외뿔소자리의 부근을 관측하여 은하수가 보이는지 확인한다.
- 쌍안경 - 플레이아데스 성단의 라켓형 내부를 관측하여 몇 등성까지 보이는지 기록한다.
- 사진 - 일안 반사식 카메라로 천정 부근의 별하늘을 리버설 필름으로 촬영한다.

## 같이 보기
- 광공해